# Puy de la Bannière
Le puy de la Bannière est un volcan éteint de la chaîne des Puys, dans le Massif central.

## Géographie
Le puy de la Bannière se trouve sur la commune de Volvic qu'il surplombe ; son sommet s'élève à 733 mètres d'altitude.
Au nord, le château de Tournoël a été construit sur un de ses contreforts rocheux qui domine à 594 mètres d'altitude la vallée de Barret (ou côte Verse) débouchant sur le village de Crouzol. La vallée de la côte Verse, labellisée « Espace naturel sensible » depuis 2009 à l'initiative de la commune de Volvic, est constituée d'une forêt de 94 hectares, traversée par deux ruisseaux : le Barret et le Sauzet, autrement appelés le Crouzol, qui est un affluent du ruisseau d'Ambène au niveau de Mozac dans la plaine.
Au sud, le bourg de Volvic est blotti contre le puy de la Bannière, en contrebas sur un plateau à 494 mètres d'altitude.
À l'est, s'étend la plaine de la Limagne et fait face aux communes de Malauzat (village de Saint-Genest-l'Enfant), Marsat, Mozac et Riom.

## Histoire

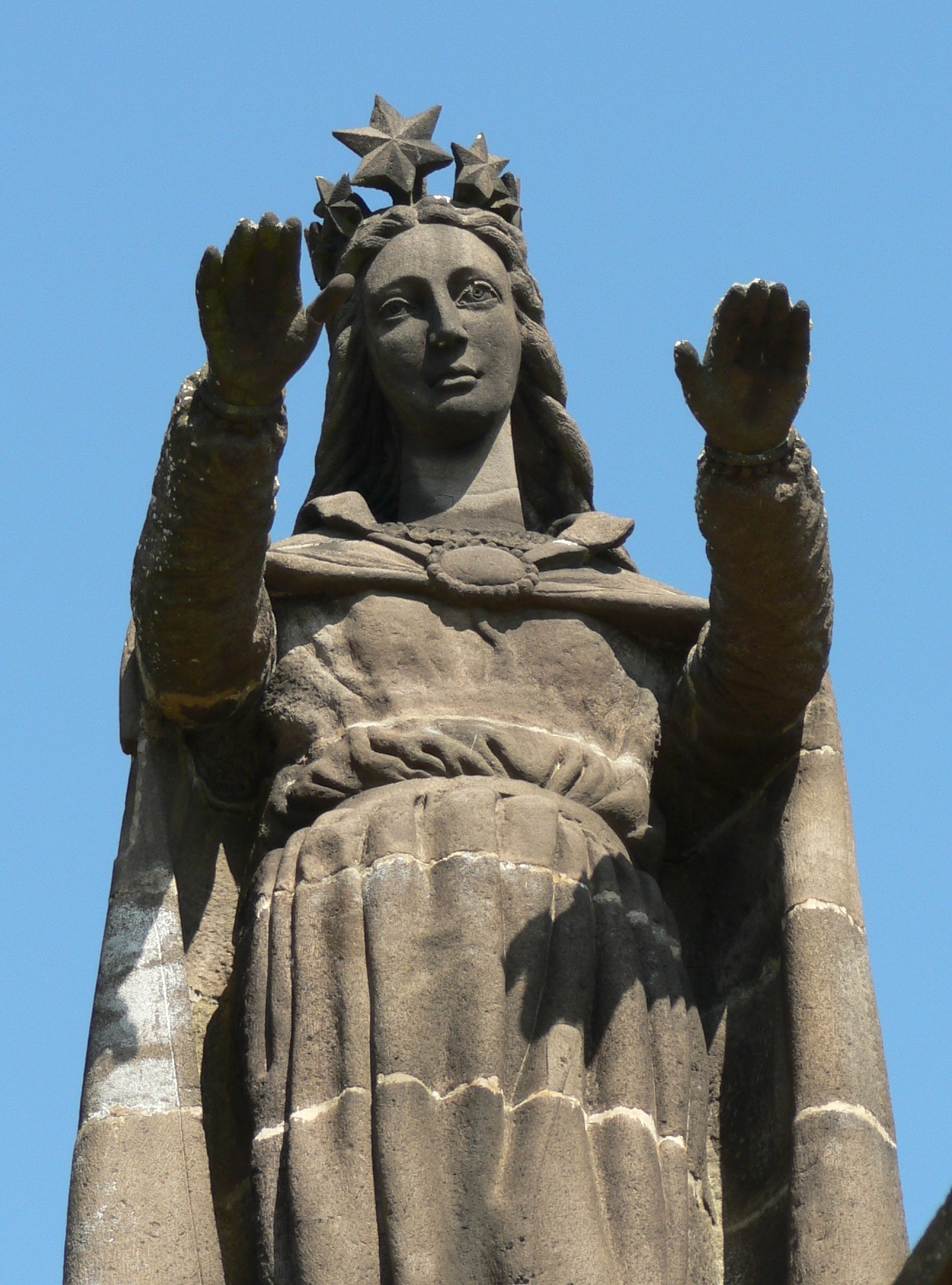
Statue Notre-Dame-de-la-Garde sur le puy de la Bannière.

Lors de son activité, le volcan n'a pratiquement émis aucune coulée.
En 1861, un chemin de croix a été mis en place par l'École d'architecture de Volvic. Il relie le bourg de Volvic à un flanc de la Bannière, où est érigée une statue monumentale en pierre de Volvic de la Vierge, appelée « Notre-Dame-de-la-Garde ». Elle bénit la cité de ses deux bras tendus.